# 白戈拉 (薩哈共和國)
白戈拉（羅馬化：Belaya Gora）是俄罗斯萨哈共和国的市级镇、阿贝区行政中心，位于因迪吉尔卡河畔，在共和国首府雅库茨克东北方。
该地2021年人口有1,973人；2010年人口2,245；2002年人口2,463；1989年人口3,517。